# Trận Amiens (1870)
Trận Amiens là một trận đánh trong cuộc Chiến tranh Pháp-Phổ, diễn ra vào ngày 27 tháng 11 năm 1870 xung quanh Villers – Bretonneux. Trong trận chiến quyết liệt này,, mặc dù không thể giành thắng lợi quyết định, quân đội Phổ do tướng Edwin Freiherr von Manteuffel chỉ huy đã đánh bại quân đội Pháp do tướng Jean Joseph Farre chỉ huy, buộc Binh đoàn phía Bắc nhỏ bé của Farre phải rút chạy về hướng Bắc qua Arras với thiệt hại nặng nề. Ngày hôm sau, quân đội Phổ đã chiếm giữ Amiens.
Cùng với các thắng lợi của họ tại trận Bapaume và St. Quentin, chiến thắng Amiens đã góp phần giữ vững quyền làm chủ vùng nông thôn về hướng Bắc Paris trong tay quân đội Đức.